# Ірфан Хорозович
Ірфа́н Хорозо́вич (Irfan Horozović; *27 квітня 1947, Баня-Лука, СФРЮ) — боснійський і хорватський письменник боснійської національності; пише як для дорослих, так і для дітей. 

## З життя і творчості
Ірфан Хорозович закінчив початкову школу та середню школу в рідній Баня-Луці.  
Закінчив філософський факультет (спеціалізація: мови, літератури й порівняльне літературознавство народів Югославії) університету в Загребі. Під час навчання був редактором студентського журналу Pitanja i Putevi («Питання і шляхи»).  
Був головним редактором видавництва «Новий Глас» у Баня-Луці. Також працював редактором програми Федерального телебачення та головним редактором часопису Život. 
Його п'єси були виконані на радіо (Šesta smrt Benjamina Talhe, Zadovoljština, Kuburović, Posuđena rečenica), поставлені в театрах (Ružičasta učiteljica, Soba, Pehlivan Arif Tamburija, Šeremet, Proba, Tri Sabahudina) й адаптовані на телебаченні (Šeremet).  
Ряд творів І. Хорозовича були перекладені та поставлені у Швеції та Польщі. Адаптована основа книги Talhe втілилась у постановку в Римі. 
Автор був представлений у численних антологіях новел, поезії та драми, перекладених кількома мовами, зокрема й українською.  
Без сумніву, Ірфан Хорозович належить до босняцької літератури, але невіддільний і від хорватської літератури, адже чимало написав у Загребі. Жив і працював у рідній Баня-Луці, але на початку 1990-х з розгортанням кривавих подій у Боснії та Герцеговині повернувся до міста своєї студентської молодості Загреба, як біженець. Роки війни перебув на еміграції в Загребі та Берліні (Німеччина).
До Боснії та Герцеговини повернувся 1997 року.
Ірфан Хорозович є одним із підписантів «Хартії боснійської мови» (Povelje o bosanskom jeziku), яка виступає проти «спроб деяких хорватських та сербських лінгвістів маніпулювати назвою боснійської мови в політичних цілях». 
Проживає і творить у Сараєві. 

## Творчість
Центральними темами прози Ірфана Хорозовича є дійсність і доля. Автор розвиває свої творчі задуми на широкому асоціативному полі, він є яскравим автором короткого оповідання з тонким відчуттям фрагментарності.
Бібліографія
- Šesta smrt Benjamina Talhe. Drama za glasove. Radio–Zagreb 1968.
- Zvečajsko blago. Pjesme. Glas, Banja Luka 1969.
- Ružičasta učiteljica. Dramolet. Narodno sveučilište "Božidar Maslarić", Osijek 1970.
- Talhe ili šedrvanski vrt. Proze. BC, Zagreb 1972.
- Soba. Groteska. Prolog. Zagreb 1971; – 2. izd. Zajednica profesionalnih pozorišta, Sarajevo 1977.
- Tanka katanka. Farsa za djecu. Dječije pozorište Banja Luka 1971.
- Zadovoljština. Drama za glasove. Radio–Zagreb 1972.
- Salon gluhonijemih krojačica. Pripovijetke. Svjetlost, Sarajevo 1979.
- Testament iz mladosti. Poezija. Glas, Banja Luka 1980.
- Šeremet. Drama. Zajednica profesionalnih pozorišta BiH, Sarajevo 1985.
- Karta vremena. Priče/roman. "Veselin Masleša", Sarajevo 1983.
- Noćne ceremonije. Izabrane priče. Svjetlost, Sarajevo 1984/1985.
- Vauvan. Roman za djecu. Klub "Ivan Goran Kovačić", Bihać 1986.
- Rea. Kratki roman. "Veselin Masleša", Sarajevo 1987.
- Mađioničar iz prijestolnice domina. Pripovijest za djecu. Glas, Banja Luka 1988.
- Kalfa. Roman. Svjetlost, Sarajevo 1988.
- Iluzionistov grob i lebdeća žena. Priče. Prosveta, Beograd 1991.
- Posuđena rečenica. Drama za glasove. Radio–Sarajevo 1991.
- Prognani grad. Priče. Antibarbarus, Zagreb 1994.
- Bosanski Palimpsest. Priče. Durieux, Zagreb 1995.
- Sličan čovjek. Roman. Bosanska knjiga, Sarajevo 1995.
- Oblak čija lica prepoznajemo. Izabrane priče. Bosanska riječ, Wuppertal–Sarajevo 1997.
- Knjiga mrtvog pjesnika. Poezija. Horus, Zagreb 1997.
- Inspektor vrtnih Patuljaka. Roman za djecu. Bosanska riječ, Wuppertal–Sarajevo–Amsterdam 1998.
- Proba. Dramolet. Kamerni teatar 55. Sarajevo 1998.
- Berlinski nepoznati prolaznik. Roman. Ljiljan, Sarajevo 1998.
- Prodavnica noževa. Izabrane priče. Damad. Novi Pazar 1999.
- Izabrane pripovjetke. Sejtarija, Sarajevo 2000.
- Filmofil. Roman. Sejtarija, Sarajevo 2000.
- Imotski kadija. Roman. Ogledalo, Sarajevo 2000.
- Tri Sabahudina. Tragična komedija. Praizvedba u Kamernom teatru 55 u Sarajevu # 12. 2001.
- Izabrane Igre. Drame. Svjetlost, Sarajevo 2000.
- Buduće svršeno vrijeme. Poezija. DES, Sarajevo 2001.

## Нагороди
- "Sedam sekretara SKOJ–a" (1972)
- Премія міста Баня-Лука (1980)
- Нагорода за найкращу книгу для дітей у Боснії та Герцеговині (1987)
- Nagrada Udruženja književnika Bosne i Hercegovine (1988)
- Nagrada Društva pisaca Bosne i Hercegovine (1998)

## Українські переклади
Два оповідання Ірфана Хорозовича — «Зелений верблюд» і «Що сталося з Іфетом» в перекладі Алли Татаренко ввійшли до антології «Хорватська Мозаїка. Сучасна [хорватська] проза.» (Х.: «ФОЛІО», 2006, 311 с. — С. 30—32).